# Metropolitana di Delhi
La metropolitana di Delhi (hindi: दिल्ली मेट्रो; Dillī Meṭro) è un sistema di trasporto metropolitano a servizio delle città indiane di Delhi, Nuova Delhi e Noida. A tutto l'aprile del 2014, la rete era composta da sei linee per un totale di 190 km lungo i quali erano ubicate 138 stazioni. La metropolitana è gestita da Delhi Metro Rail Corporation (DMRC) ed è operativa tutti i giorni dalle 6:00 alle 23:00 con treni aventi una frequenza che varia dai tre ai quattro minuti e mezzo: si stima che nei primi sette anni di esercizio abbia trasportato oltre un miliardo di passeggeri.
Progettata già nel 1984, i lavori di costruzione iniziarono solamente nel 1998 e la prima linea, quella Rossa, venne inaugurata nel 2002. Nel 2004 fu la volta di quella Gialla, nel 2005 di quella Blu, nel 2009 venne aperta quella Verde, nel 2010 la Viola e nel 2011 la linea Airport Express che collega l'Aeroporto Indira Gandhi alla città. Successivamente venne portata a termine la costruzione di altre sei linee fino ad arrivare alle odierne 12 linee, per un totale di 343 km.

## Storia
L'idea per un servizio di trasporto pubblico rapido per Delhi, per evitare i problemi legati al traffico veicolare, si sviluppò già a partire dal 1969. Nel corso degli anni successivi diversi comitati politici hanno esaminato diversi progetti per la realizzazione di un'opera in tal senso ma mai nulla venne effettuato. Nel 1984 la Delhi Development Authority and the Urban Arts Commission proposero un sistema di tre linee metropolitane che si sarebbero integrate alla già esistente rete ferroviaria suburbana, anch'essa adeguatamente ampliata: durante le fasi di studio di questo progetto e della ricerca di fondi per avviare l'opera, la città si espanse notevolmente aumentando di due volte la sua grandezza e di cinque milioni il numero di abitanti, con un conseguente aumento del traffico veicolare.
L'uso di mezzi privati, l'aumento dell'inquinamento ed un numero di pendolari sempre maggiore, portarono al collasso il sistema di autobus: nel 1992 ci fu anche un tentativo di privatizzazione del sistema di trasporto su gomma che però fallì a causa di diversi problemi, come la scarsa manutenzione dei mezzi, già obsoleti e rumorosi, percorsi e tempi d'attesa molto lunghi, servizi inaffidabili, sovraffollamento e guidatori non qualificati. Per porre rimedio al problema del traffico il governo indiano e la città di Delhi costituirono, il 5 marzo 1995, una società denominata Delhi Metro Rail Corporation (DMRC), con a capo Elattuvalapil Sreedharan, per la costruzione di una rete di metropolitana.

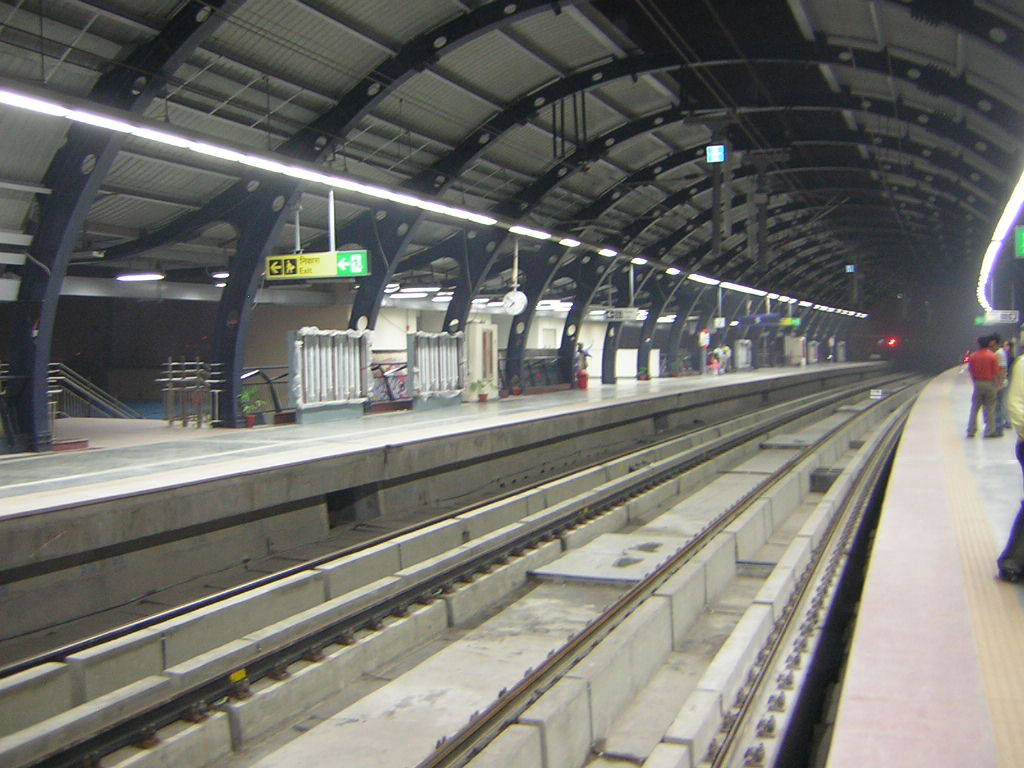
La stazione di Rajouri Garden

I lavori di costruzione iniziarono il 1º ottobre 1998. Per evitare i problemi che si ebbero nella costruzione della metropolitana di Calcutta, ossia un forte ritardo nella consegna dei lavori ed un conseguente aumento delle spese, alla DMRC fu data la piena di libertà di assumere personale, decidere sulle gare d'appalto e sui fondi di controllo.: come risultato i lavori procedettero senza intoppi, eccetto un disaccordo nel 2000 con il Ministero delle Ferrovie, che impose l'adozione di uno scartamento allargato per i binari, rispetto ad uno normale.
La costruzione si svolse in diverse fasi: la fase I comprendeva 65 km di percorso, suddiviso in tre linee, di cui 13 km in sotterranea e 52 in superficie o in soprelevato: la prima linea della metropolitana di Delhi, quella Rossa, fu inaugurata da Atal Behari Vajpayee, ex primo ministro dell'India, il 24 dicembre 2002, diventando così la seconda città indiana a dotarsi di un simile sistema di trasporto dopo Calcutta. La prima fase si concluse il 27 ottobre 2006 con l'inaugurazione definitiva della linea Blu. La fase II, che procede ancora oggi, prevede la costruzione di altri 128 km di binari e 78 stazioni: il 7 gennaio 2010 è stato inaugurato un nuovo ramo della linea Blu, mentre il 3 aprile dello stesso anno è stata aperta la terza linea, la Verde. La data di completamento della fase II è nel settembre 2010 con l'apertura della linea Viola. Sono previste altre due fasi: la fase III che prevede la costruzione di 112 km di linea ed il cui completamento è previsto per il 2015 e la fase IV con altri 108 km di binari che dovrebbe concludersi entro il 2021. Al termine dei lavori la rete metropolitana di Delhi dovrebbe avere un'estensione di 413 km.

## Rete

### Rete attuale
Ad aprile 2014 la rete era costituita da 190 km divisi in sei linee per un totale di 138 stazioni.
La linea Rossa è stata la prima linea della metropolitana di Delhi ad essere aperta, il 24 dicembre 2002, e connette Rithala, nell'ovest della città con Dilshad Garden ad est, coprendo una distanza di circa 25 km. La linea è in parte in soprelevata e in parte a raso ed attraversa il fiume Yamuna tra il Kashmere Gate e la stazione di Shastri Park. Il primo tratto ad essere inaugurato è stato quello tra Shahdara e Tis Hazari: il primo giorno d'apertura la linea ha riscosso un enorme successo, arrivando al collasso per l'enorme numero di passeggeri che l'ha utilizzata, circa quattro volte superiore rispetto al previsto. Successivamente sono state inaugurate le tratte Tis Hazari - Trinagar il 4 ottobre 2003, Inderlok - Rithala il 31 marzo 2004 e Shahdara - Dilshad Garden il 4 giugno 2008.

Segnaletica della stazione di New Ashok Nagar

La linea Gialla è la seconda ad essere stata aperta a Delhi, si estende per circa 44,65 km dal nord al sud della città collegando Jahangirpuri con HUDA City Centre. La parte nord della linea è in sopraelevata mentre il resto è in sotterranea. Il primo tratto tra Vishwa Vidyalaya e Kashmere Gate è stato inaugurato il 20 dicembre 2004, mentre le sezioni successive da Kashmere Gate a Central Secretariat il 3 luglio 2005, da Vishwa Vidyalaya a Jahangirpuri il 4 febbraio 2009, da HUDA City Centre a Qutub Minar il 21 giugno 2010 e da Central Secretariat a Qutab Minar il 3 settembre 2010. In questa linea si trova anche la stazione più profonda di tutta la rete metropolitana, quella di Chawri Bazaar, posta a 30 metri di profondità. Gli interscambi sono disponibili con la linea Rossa alla stazione di Kashmere Gate, con la rete ferroviaria indiana alle stazioni di Chandni Chowk e New Delhi. Sempre alla stazione di New Delhi c'è l'interscambio con la linea Airport Express, mentre quello con la linea Viola è alla stazione di Central Secretariat.
La linea Blu è stata la terza linea ad essere aperta e la prima ad uscire fuori dai confini della città di Delhi, collegando Dwarka con Noida ed il Distretto di Ghaziabad in Uttar Pradesh. Si compone di un tronco principale e di una diramazione. Il tronco principale corre per una lunghezza di circa 50 km quasi interamente in sotterranea. La prima parte di questa linea tra Dwarka e Barakhamba Road è stata inaugurata il 31 dicembre 2005 mentre le sezioni successive il 1º aprile 2006 tra Dwarka e Dwarka Sector 9, l'11 novembre 2006 tra Barakhamba Road e Indraprastha, il 10 maggio 2009 tra Indraprastha e Yamuna Bank, il 12 novembre 2009 tra Yamuna Bank e Noida City Centre e il 30 ottobre 2010 tra Dwarka Sector 9 e Dwarka Sector 21. La diramazione della linea Blu, inaugurata il 7 gennaio 2010, si stacca dalla linea principale alla stazione di Yamuna Bank e si estende per 8,74 km fino alla stazione di Vaishali, nella zona ad est di Delhi, in territorio dell'Uttar Pradesh. La linea attraversa il fiume Yamuna tra le stazioni di Indraprastha e di Yamuna Bank. Gli interscambi sono disponibili con la linea Gialla alla stazione di Rajiv Chowk, con la rete delle ferrovie indiane al terminal ferroviario di Anand Vihar e con la linea Verde alla stazione di Kirti Nagar.
La linea Verde è stata inaugurata il 3 aprile 2010, è lunga circa 15 km ed unisce Mundka con Inderlok, correndo per la maggior parte lungo Rohtak Road. Un interscambio con la linea Rossa è disponibile presso la stazione Inderlok. Il 27 agosto 2011 è stata inaugurata la diramazione della linea Verde che parte dall'esistente stazione di Ashok Park Main e arriva alla stazione di Kirti Nagar, in un percorso di 3,32 km. In quest'ultima stazione vi è l'interscambio con la linea Blu
La linea Viola è stata la quinta linea della metropolitana ad essere inaugurata. Aperta al pubblico il 3 ottobre 2010, collega la stazione di Central Secretariat, che serve anche la linea Gialla, con la stazione di Badarpur, nei sobborghi sud-orientali di Delhi. Si estende per un totale di 20,16 km e comprende 16 stazioni.
La linea Airport Express, conosciuta anche come linea Arancione, collega le stazioni di New Delhi e di Dwarka Sector 21, passando per l'Aeroporto Internazionale di Delhi. Aperta il 23 febbraio 2011, comprende 6 stazioni e si estende per 22,7 km, dei quali 15,7 in sotterranea e 7 in sopraelevata.

### Rete in costruzione o in progetto

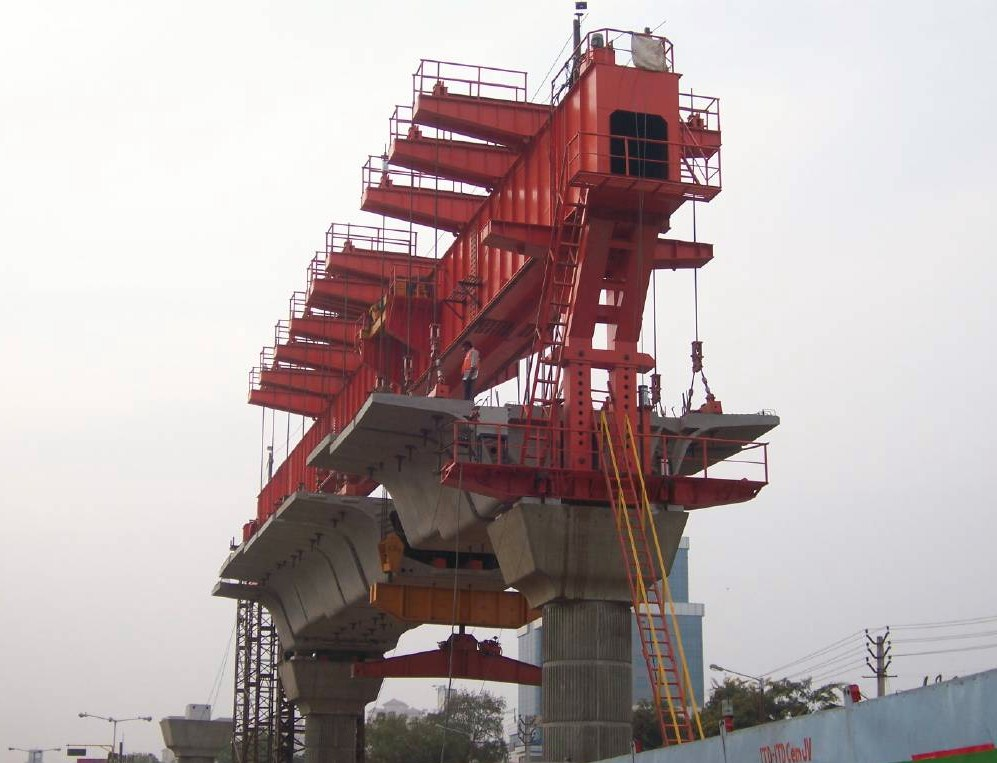
Costruzione di un viadotto della metropolitana nel 2007

Sono state progettate diverse estensioni delle linee esistenti e della rete in generale: la fase III prevede la costruzione di 112 km di nuove linee che dovrebbero essere completate nel 2015 e dovrebbero raggiungere Badli, Mukundpur, Bahadurgarh, Shiv Vihar, Barwala, Ghaziabad, Gurgaon e Faridabad, mentre la fase IV dovrebbe concludersi nel 2020 con estensioni per Sarai Kale Khan ISBT, Sonia Vihar, Reola Khanpur, Mukundpur, Palam, Najafgarh, Ghazipur, Noida Sector 62, Gurgaon e Faridabad per un totale di altri 108 km.

### Caratteristiche tecniche
I treni funzionano a intervalli di 3 a 4,5 minuti tra le 6:00 e le 23:00 viaggiando a velocità inferiore a 80 km/h con fermata nelle stazioni di circa 20 secondi. Molte stazioni hanno servizi come bancomat, negozi di alimentari e bar, mentre mangiare, bere, fumare e masticare chewing-gum sono azioni vietate in tutto il sistema. Telecamere a circuito chiuso sono utilizzati nei treni e nelle stazioni per la sicurezza dei passeggeri, oltre a metal detector ed unità cinofile per il controllo dei bagagli. Nel 2011 entrerà in funzione un biglietto unico per autobus e metropolitana, mentre per adesso vengono utilizzati biglietti giornalieri con prezzo variabile a seconda delle fasce chilometriche ed abbonamenti mensili e annuali; esistono anche biglietti per turisti di durata giornaliera o di 3 giorni.
Nel 2007 la metropolitana di Delhi è stata una delle cinque metropolitane al mondo ad aver un bilancio economico in positivo, senza l'aiuto di sussidi governativi: il ricavato viene utilizzato per sostenere i costi di manutenzione e di valorizzazione dell'opera. Le entrate economiche provengono oltre dalla vendita dei biglietti, anche dalla pubblicità e dalle riprese cinematografiche: i produttori cinematografici devono infatti pagare per effettuare le riprese nelle stazioni e nei treni. Fino ad oggi il costo della realizzazione della metropolitana è stato di 14.430 rupie: i fondi sono stati stanziati dal governo indiano e di Delhi e prestati dalla banca giapponese. Altri fondi vengono recuperati tramite operazioni interne e lo sviluppo edilizio.

## Materiale rotabile

Treno nella stazione di New Ashok Nagar

La metropolitana di Delhi utilizza due tipi di treni a causa del diverso scartamento tra le linee. Quelli utilizzati sulle linee con lo scartamento largo sono stati prodotti da BEML a Bangalore, ogni convoglio ha una capacità totale di 1.500 passeggeri ed è costituito da quattro carrozze, ognuna delle quali trasporta 50 persone sedute e circa 300 in piedi. Le vetture sono dotate di aria condizionata, porte automatiche ed hanno una velocità media di 32 km/h. Il treno può essere allungato fino ad otto carrozze e per questo motivo anche le banchine delle stazioni hanno una lunghezza notevole.
I treni delle linee a scartamento normale sono stati invece costruiti da Bombardier, che ha ricevuto un ordine per la produzione di 424 vetture: i treni furono inizialmente costruiti in Svezia e Germania e poi nella fabbrica indiana di Savli, vicino Vadodara. Questi treni possono trasportare dai 1.178 ai 1.792 passeggeri, sono dotati di attacchi per telefoni cellulari e computer portatili e di aria condizionata.
Da aprile 2010 DMRC gestisce un totale di 99 treni per un totale di oltre 1.900 corse quotidiane: i depositi notturni dei treni si trovano presso le stazioni di Khyber Pass, Najafgarh, Shastri Park e Yamuna Bank.

## Incidenti
Il 19 ottobre 2008, durante i lavori di costruzione della linea Blu, mentre si alzavano pezzi di un ponte una gru cadde e si schiantò su un autobus provocando la morte dell'autista e di un operaio. Il 12 luglio 2009, una porzione di ponte ancora in costruzione è crollata provocando la morte di 6 persone e ferendone 15; il giorno dopo una gru impegnata nella rimozione dei detriti dell'incidente precedente cadde, provocando il crollo di altre due gru vicine e il conseguente ferimento di altre 6 persone. Il 22 luglio 2009, il cedimento di una trave d'acciaio ha ucciso un lavoratore durante la costruzione di una stazione. In totale oltre un centinaio di persone, di cui 93 operai, sono morti da quando nel 1998 hanno avuto inizio i lavori di costruzione della metropolitana.

## Ambiente ed estetica
Alla metropolitana di Delhi sono stati assegnati diversi premi, tra i quali quelli delle Nazioni Unite e del Registro Italiano Navale, per la salvaguardia dell'ambiente: la maggior parte delle stazioni della linea Blu effettua la raccolta di acqua piovana, mentre il sistema di frenatura dei treni è a risparmio energetico. Con la costruzione della metropolitana sono stati effettuati anche lavori di restyling di alcune zone della città, in particolar modo gli studenti di scuole d'arte locali hanno realizzato dei murales presso le stazioni, a anche alcuni pilastri dei viadotti sono stati decorati con murales e mosaici.